# Arele Xiang
Arele Xiang (kinesiska: 阿热勒乡, 阿热勒) är en socken i Kina. Den ligger i den autonoma regionen Xinjiang, i den nordvästra delen av landet, omkring 920 kilometer sydväst om regionhuvudstaden Ürümqi.
Genomsnittlig årsnederbörd är 65 millimeter. Den regnigaste månaden är juni, med i genomsnitt 14 mm nederbörd, och den torraste är januari, med 1 mm nederbörd.